# Acalypha radula
Acalypha radula är en törelväxtart som beskrevs av Henri Ernest Baillon. Acalypha radula ingår i släktet akalyfor, och familjen törelväxter. Inga underarter finns listade i Catalogue of Life.